# ATP Challenger Lyon-2
Das ATP Challenger Lyon (offizieller Name: All In Open Auvergne Rhône-Alpes) ist ein Tennisturnier in Décines-Charpieu, das aber nach der nächstgrößten Stadt Lyon benannt ist. Es ist Teil der ATP Challenger Tour und wird in der Halle auf Hartplatz ausgetragen.

## Siegerliste

### Einzel
| Jahr | Sieger            | Finalgegner   | Ergebnis |
| ---- | ----------------- | ------------- | -------- |
| 2024 | Raphaël Collignon | Calvin Hemery | 6:4, 6:2 |

### Doppel
| Jahr | Sieger                     | Finalgegner                        | Ergebnis |
| ---- | -------------------------- | ---------------------------------- | -------- |
| 2024 | Luke Johnson Lucas Miedler | Sergio Martos Gornés David Pichler | 6:1, 6:2 |